# Мокси (Вашингтон)
Мокси (енгл. Moxee) град је у америчкој савезној држави Вашингтон. По попису становништва из 2010. у њему је живело 3.308 становника.

## Историја
Мокси су први населили Мортимер Торп и неколико француско-канадских фармера који су стигли 1867. године. Топло прољеће на ранчу Торп емитовало је пару током цијеле године и никада се није замрзнуло. То је био познат као "Мокси" од стране домородаца, Сахаптин ријеч за јестиви коријен и то име је усвојено за насеље. Током времена, заједница је била позната под различитим називима као што су: "Артесиан", "Моксее", "Мокие", "Мокее Сити" и"Моки".
Пјешчано тло и блага клима у региону били су идеални за узгој хмеља који се користи у производњи пива и за узгој грожђа. До краја вијека, компанија Сјеверна пацифичка жељезничка пруга је завршила жељезничку пругу у близини и пројекти за наводњавање су се градили чинећи богато пољопривредно земљиште на располагању новим досељеницима. То је привукло више француских и француско-канадских фармера који су први пут емигрирали у сјеверну Минесоту и сјеверни Мичиген. Француска школа је основана у улици Ла Фрамбоиз, а мисе у парохији Свете Крунице су служене на француском језику до Првог свјетског рата.
Град Моки Сити је основан 27. априла 1921. године. Имена улица и путева у близини, као што су Charron, Faucher, Rivard, Beaudry, Desmarais, Robillard, Beauchene, Gamache, Champoux, Morrier и St. Hilaire и даље одражавају Моксијево француско-канадско насљеђе. Међутим, скоро једна трећина становника данас је хиспанског поријекла.
У 2016. години, неколико домова у близини Моксија евакуисано је због пожара опсега 12, који је на крају уништио више десетина хиљада хектара у округу Јакима. 

## Географија
Према подацима Бироа за попис становништва Сједињених Америчких Држава, град има укупну површину од 1,69 квадратних миља (4,38 km2), све то земљиште.

## Клима
Према систему Кепенове класификације климе, Мокси има полусушну климу, скраћено BSk на климатским картама. 
| Клима Мокси (Вашингтон) (1991–2020. нормално, екстремно 1946–2018.) | Клима Мокси (Вашингтон) (1991–2020. нормално, екстремно 1946–2018.) | Клима Мокси (Вашингтон) (1991–2020. нормално, екстремно 1946–2018.) | Клима Мокси (Вашингтон) (1991–2020. нормално, екстремно 1946–2018.) | Клима Мокси (Вашингтон) (1991–2020. нормално, екстремно 1946–2018.) | Клима Мокси (Вашингтон) (1991–2020. нормално, екстремно 1946–2018.) | Клима Мокси (Вашингтон) (1991–2020. нормално, екстремно 1946–2018.) | Клима Мокси (Вашингтон) (1991–2020. нормално, екстремно 1946–2018.) | Клима Мокси (Вашингтон) (1991–2020. нормално, екстремно 1946–2018.) | Клима Мокси (Вашингтон) (1991–2020. нормално, екстремно 1946–2018.) | Клима Мокси (Вашингтон) (1991–2020. нормално, екстремно 1946–2018.) | Клима Мокси (Вашингтон) (1991–2020. нормално, екстремно 1946–2018.) | Клима Мокси (Вашингтон) (1991–2020. нормално, екстремно 1946–2018.) | Клима Мокси (Вашингтон) (1991–2020. нормално, екстремно 1946–2018.) |
| Показатељ \ Месец                                                   | .Јан.                                                               | .Феб.                                                               | .Мар.                                                               | .Апр.                                                               | .Мај.                                                               | .Јун.                                                               | .Јул.                                                               | .Авг.                                                               | .Сеп.                                                               | .Окт.                                                               | .Нов.                                                               | .Дец.                                                               | .Год.                                                               |
| ------------------------------------------------------------------- | ------------------------------------------------------------------- | ------------------------------------------------------------------- | ------------------------------------------------------------------- | ------------------------------------------------------------------- | ------------------------------------------------------------------- | ------------------------------------------------------------------- | ------------------------------------------------------------------- | ------------------------------------------------------------------- | ------------------------------------------------------------------- | ------------------------------------------------------------------- | ------------------------------------------------------------------- | ------------------------------------------------------------------- | ------------------------------------------------------------------- |
| Апсолутни максимум, °C (°F)                                         | 18 (65)                                                             | 20 (68)                                                             | 24 (76)                                                             | 31 (87)                                                             | 37 (99)                                                             | 40 (104)                                                            | 41 (105)                                                            | 42 (108)                                                            | 37 (98)                                                             | 31 (88)                                                             | 22 (72)                                                             | 16 (61)                                                             | 42 (108)                                                            |
| Средњи максимум, °C (°F)                                            | 12,1 (53,8)                                                         | 14,2 (57,6)                                                         | 19,9 (67,9)                                                         | 25,1 (77,2)                                                         | 30,5 (86,9)                                                         | 33,6 (92,4)                                                         | 37,3 (99,1)                                                         | 36,3 (97,4)                                                         | 32,3 (90,2)                                                         | 24,8 (76,7)                                                         | 16,4 (61,6)                                                         | 11,4 (52,6)                                                         | 37,9 (100,3)                                                        |
| Максимум, °C (°F)                                                   | 3,2 (37,8)                                                          | 7,2 (45,0)                                                          | 12,4 (54,3)                                                         | 16,8 (62,3)                                                         | 22,2 (71,9)                                                         | 26 (78,8)                                                           | 31,1 (88,0)                                                         | 30,4 (86,7)                                                         | 25,2 (77,4)                                                         | 16,8 (62,3)                                                         | 8,4 (47,2)                                                          | 2,7 (36,8)                                                          | 16,9 (62,4)                                                         |
| Просек, °C (°F)                                                     | −0,4 (31,3)                                                         | 2,3 (36,1)                                                          | 6 (42,8)                                                            | 9,4 (49,0)                                                          | 14,1 (57,3)                                                         | 17,6 (63,7)                                                         | 21,7 (71,1)                                                         | 21,2 (70,1)                                                         | 16,7 (62,1)                                                         | 10 (50,0)                                                           | 3,6 (38,4)                                                          | −0,8 (30,5)                                                         | 10,1 (50,2)                                                         |
| Минимум, °C (°F)                                                    | −4 (24,8)                                                           | −2,7 (27,2)                                                         | −0,4 (31,2)                                                         | 2,1 (35,7)                                                          | 6 (42,8)                                                            | 9,2 (48,5)                                                          | 12,3 (54,2)                                                         | 11,9 (53,5)                                                         | 8,2 (46,8)                                                          | 3,2 (37,7)                                                          | −1,3 (29,7)                                                         | −4,3 (24,2)                                                         | 3,3 (38,0)                                                          |
| Средњи минимум, °C (°F)                                             | −12,9 (8,8)                                                         | −9,8 (14,3)                                                         | −6,6 (20,1)                                                         | −4,2 (24,4)                                                         | −1,2 (29,9)                                                         | 2,8 (37,0)                                                          | 6,1 (43,0)                                                          | 6,2 (43,1)                                                          | 1,4 (34,5)                                                          | −4,4 (24,0)                                                         | −9,5 (14,9)                                                         | −13 (8,6)                                                           | −16,2 (2,8)                                                         |
| Апсолутни минимум, °C (°F)                                          | −29 (−21)                                                           | −29 (−20)                                                           | −16 (3)                                                             | −8 (18)                                                             | −7 (19)                                                             | −2 (28)                                                             | −2 (29)                                                             | 0 (32)                                                              | −4 (24)                                                             | −13 (8)                                                             | −22 (−7)                                                            | −31 (−23)                                                           | −31 (−23)                                                           |
| Количина падавинаmm (in)                                            | 23,9 (0,94)                                                         | 15,7 (0,62)                                                         | 15,5 (0,61)                                                         | 18,8 (0,74)                                                         | 21,8 (0,86)                                                         | 16 (0,63)                                                           | 5,6 (0,22)                                                          | 4,6 (0,18)                                                          | 7,4 (0,29)                                                          | 21,1 (0,83)                                                         | 21,3 (0,84)                                                         | 27,4 (1,08)                                                         | 199,1 (7,84)                                                        |
| Количина снега, cm (in)                                             | 8,1 (3,2)                                                           | 3 (1,2)                                                             | 1 (0,4)                                                             | 0 (0,0)                                                             | 0 (0,0)                                                             | 0 (0,0)                                                             | 0 (0,0)                                                             | 0 (0,0)                                                             | 0 (0,0)                                                             | 0 (0,0)                                                             | 4,3 (1,7)                                                           | 8,6 (3,4)                                                           | 25,1 (9,9)                                                          |
| Дани са падавинама (≥ 0.01 in)                                      | 6,7                                                                 | 5,4                                                                 | 5,0                                                                 | 4,7                                                                 | 5,8                                                                 | 4,0                                                                 | 1,8                                                                 | 1,8                                                                 | 2,6                                                                 | 6,1                                                                 | 6,8                                                                 | 7,9                                                                 | 58,6                                                                |
| Дани са снегом (≥ 0.1 in)                                           | 2,3                                                                 | 0,7                                                                 | 0,3                                                                 | 0,0                                                                 | 0,0                                                                 | 0,0                                                                 | 0,0                                                                 | 0,0                                                                 | 0,0                                                                 | 0,0                                                                 | 0,7                                                                 | 2,9                                                                 | 6,9                                                                 |
| Извор #1: NOAA                                                      |                                                                     |                                                                     |                                                                     |                                                                     |                                                                     |                                                                     |                                                                     |                                                                     |                                                                     |                                                                     |                                                                     |                                                                     |                                                                     |
| Извор #2: WRCC                                                      |                                                                     |                                                                     |                                                                     |                                                                     |                                                                     |                                                                     |                                                                     |                                                                     |                                                                     |                                                                     |                                                                     |                                                                     |                                                                     |

## Демографија
Према попису становништва из 2010. у граду је живело 3.308 становника, што је 2.487 (302,9%) становника више него 2000. године.
| Група             | 2000.       | 2010.         |
| Белци             | 526 (64,1%) | 1.838 (55,6%) |
| Афроамериканци    | 6 (0,7%)    | 19 (0,6%)     |
| Азијати           | 4 (0,5%)    | 40 (1,2%)     |
| Хиспаноамериканци | 261 (31,8%) | 1.291 (39,0%) |
| Укупно            | 821         | 3.308         |